# Смирнов, Игорь Николаевич (философ)
И́горь Никола́евич Смирно́в (12 мая 1937, Сталинградская область или Белгород, Курская область — 19 марта 1997) — советский и российский философ, специалист по философским вопросам биологии и истории русской философии; доктор философских наук, профессор.
Окончил Суворовское военное училище.
Окончил Алма-Атинское пограничное училище.
До 1960 года, до увольнения в запас, служил на пограничной заставе.
Совмещая работу с учёбой, окончил вечерний индустриальный техникум, а затем в  1966 году окончил Философский факультет МГУ, после чего — аспирантуру Философского факультета  МГУ.
В 1970 году на Философском факультете МГУ защитил диссертацию на соискание ученой степени кандидата философских наук на тему: «Методологические проблемы современной эволюционной теории и их решение в трудах И. И. Шмальгаузена».
С 1970 по 1974 год — научный сотрудник ИФ АН СССР.
С 1974 по 1983 год — учёный секретарь Отделения философии и права АН СССР.
В 1977 году в Институте философии АН СССР защитил диссертацию на соискание ученой степени доктораа философских наук на тему: «Материалистическая диалектика и современная теория эволюции».
С 1983 по 1988 год — заведующий сектором философских исследований комплексных проблем совреиенной науки ИФ АН СССР.
С 1988 по 1991 год — главный научный сотрудник сектора истории русской философии ИФ АН СССР.
Преподавал в вузах  Москвы.
В последние годы — заведующий кафедрой философии Российской экономической академии имени В. Г. Плеханова.
Ответственный редактор и автор раздела советско-французского труда «Современная наука: познание человека» (М., 1988).
Круг научных интересов: философские проблемы эволюционной теории и генетики, методологические проблемы здоровья, социальные проблемы информатики, история русской философии.

## Сочинения
- Эволюция живой природы как диалектический процесс. - Москва : Мысль, 1975. - 164 с.; 17 см. - (Философия и естествознание).
- Материалистическая диалектика и современная теория эволюции. - Москва : Наука, 1978. - 288 с.; 20 см.
- Философский анализ теории эволюции. - Москва : Знание, 1979. - 64 с.; 17 см. - (Новое в жизни, науке, технике. Серия "Философия". № 5).
- Новое в жизни, науке, технике. Биология : подписная научно-популярная серия. - Москва : Знание, 1962-1991. 1981, № 2: Философия, биология, практика / И. Н. Смирнов. - 1981. - 64 с.
- Новое в жизни, науке, технике. Биология : подписная научно-популярная серия. - Москва : Знание, 1962-1991. 1984, № 10: Диалектика взаимосвязи социального и биологического / И. Н. Смирнов. - 1984. - 64 с. : ил.
- Философия : [В 2 кн.] / И. Н. Смирнов, В. Ф. Титов ; Рос. экон. акад. им. Г. В. Плеханова. - М. : Аревазун, 1996. - 20 см.

1. Кн. 1. - Москва : Об. "Аревазун", 1996. - 192 с.; ISBN 5-254-00461-4 : Б. ц.
2. Кн. 2. - Москва : Аревазун, 1996. - 159,[1] с.; ISBN 5-254-00461-4 : Б. ц.

- - Философия : Учеб. для студентов вузов / И. Н. Смирнов, В. Ф. Титов; Рос. экон. акад. им. Г. В. Плеханова. - 2-е изд., испр. и доп. - Москва : РЭА, 1998. - 287 с.; 21 см.; ISBN 5-7307-01596
  - Философия : Учеб. для студентов вузов / В. Ф. Титов, И. Н. Смирнов. - Москва : Высш. шк., 2003 (ГУП ИПК Ульян. Дом печати). - 317, [1] с. : ил.; 21 см. - (Учебник для вузов).; ISBN 5-06-004224-3 (в пер.)

- Значение трудов И. И. Шмальгаузена в разработке методологических проблем биологии. [В соавт.] // ВФ. 1969. № 1;
- Теоретическая биология: трудности создания и перспективы развития // Общая биология. 1973. № 2
- XXV съезд КПСС и актуальные задачи общественных наук / И. Н. Смирнов // ВФ. 1976. № 8; С. 150—157
- Методология и мировоззрение. Некоторые философские проблемы биологического познания / И. Н. Смирнов // ВФ. 1978. № 7; С. 57
- О деятельности Отделения философии и права АН СССР / И. Н. Смирнов, В. А. Шуков // ВФ. 1978. № 8; С. 158—166;
- Проблема интеграции знания в современной биологии // ВФ. 1981. № 1;
- Здоровье человека как философская проблема // ВФ. 1985. № 7;
- Социально-философские проблемы информатики // ВФ. 1986. № 10;
- Философские измерения биоэтики / И. Н. Смирнов // ВФ. 1987. № 12. С. 83-97.
- О методологических проблемах психогенетики (взгляд философа) // Роль среды и наследственности в формировании индивидуальности человека / [М. С. Егорова, Б. И. Кочубей, С. Б. Малых и др.]; Под ред. [и с предисл.] И. В. Равич-Щербо; НИИ общ. и пед. психологии АПН СССР. - Москва : Педагогика, 1988. - 333,[2] с. : ил.; 21 см.; ISBN 5-7155-0103-2 (В пер.) : 1 р. 80 к.
- Слово и дело русской философии // Московский литератор. 1991. № 9;
- Философия смуты / И. Н. Смирнов // Наш современник. 1991. № 11;
- И. А. Ильин о духовном обновлении России (вступительная статья) // Наши задачи : историческая судьба и будущее России : статьи 1948-1954 гг. : в двух томах : том 1-[2] / И. А. Ильин ; [сост. и авт. вступ. ст. И. Н. Смирнов]. - Москва : МП "Рарог", 1992. - [616] с., разд. паг.; 22 см.; ISBN 5-87372-005-3 (В пер.)
- Аксиомы религиозного опыта : Исследование : Т. 1-2 / И. А. Ильин; [Сост. и авт. вступ. ст., с. 3-33, И. Н. Смирнов]. - Москва : ТОО "Рарогъ", 1993. - 448 с.; 23 см.; ISBN 5-87372-014-2 (В пер.) : Б. ц.
- О сущности правосознания / И. А. Ильин; [Сост. и авт. вступ. ст. И. Смирнов]. - Москва : ТОО "Рарог", 1993. - 234,[1] с.; 21 см.; ISBN 5-87372-005-6 : Б. ц.

- Современный дарвинизм и диалектика познания жизни / Ю. И. Ефимов, А. П. Мозелов, В. И. Стрельченко; Под ред. и с вступ. ст. И. Н. Смирнова. - Ленинград : Наука : Ленингр.отд-ние, 1985. - 303 с.; 20 см.
- Общественные науки и здравоохранение / [Щепин О. П., Гаврилов О. К., Смирнов И. Н. и др.]; Отв. ред. И. Н. Смирнов; АН СССР, Отд-ние философии и права. - Москва : Наука, 1987. - 262,[1] с.; 22 см.; ISBN (В пер.) (В пер.) : 2 р. 20 к.
- Здоровье и экология человека: методологический анализ предмета и метода исследования : Сб. ст. / АН СССР, Ин-т философии; [Отв. ред. И. Н. Смирнов]. - Москва : ИФАН, 1987. - 150 с.; 20 см.
- Современная наука: познание человека : [Сб. ст.] / АН СССР, Ин-т философии; Отв. ред. И. Н. Смирнов. - Москва : Наука, 1988. - 202,[2] с.; 20 см.; ISBN 5-02-007944-8 : 70 к.